# Dinophalus
Dinophalus is een geslacht van vlinders van de familie spanners (Geometridae), uit de onderfamilie Oenochrominae.

## Soorten
- D. cyanorrhoea Lower, 1903
- D. idiocrana Turner, 1930